# 心の友 (五輪真弓の曲)
「心の友」（こころのとも）は、五輪真弓が1982年に発表したアルバム『潮騒』に収録された楽曲である。シングルカットされず、テレビ・ラジオでの楽曲披露がなかったため日本では一般に知られることがなかったが、1980年代中頃にインドネシアで普及し、第2の国歌と言われるほど世代を超えて日本語で歌い継がれている。

## インドネシアでの人気
1983年に、五輪のコンサートで同曲を聴き感銘を受けたインドネシアのラジオ関係者が、アルバムを持ち帰り現地で放送したのをきっかけに広まり、1985年頃には大ヒット曲となった。その後、中学校の音楽の授業で課題曲にもなった。
評判を受けた1986年、五輪がジャカルタでコンサートを開催し、1987年には日本での知名度は低いままだったが、第38回NHK紅白歌合戦で歌唱している。
2004年スマトラ沖地震の被災者たちが口ずさみ、心の支えになったと言われる。
2005年には、スマトラ沖地震チャリティ・シングルとして、五輪とDELON がデュエットし日本で発売された。
2014年、駐日インドネシア共和国大使館公邸にて開かれたTV番組「Kokoro No Tomo POP!」の記者発表会で五輪とCHEMISTRY川畑要がデュエットで披露した。同発表会には安倍昭恵総理大臣夫人が来賓として出席した。
2015年には、ジャカルタで行われた第7回ジャカルタ日本祭り閉幕式で、五輪とロックバンドJ-Rocksと学生による日本語ミュージカル劇団「en塾」の共演で披露された。
2023年6月、天皇・皇后の即位後初となる国際親善訪問としてインドネシアに国賓訪問した際、6月19日の午後にボゴール宮殿で開かれたジョコ大統領夫妻主催の昼食会において、インドネシア伝統の弦楽器ササンドゥによる演奏が披露された。

## 同名のTVシリーズ
2013年にキュリオ・アジアの制作でインドネシアのテレビ局メトロTVで放送開始された日本文化紹介番組『Kokoro No Tomo – Sahabat Sehati』シリーズにその名が使われ、歴代オープニングテーマとしてもカバーされている。
クールジャパン戦略の一環でソニー・ミュージックエンタテインメントとの共同制作となった2014年の『Kokoro No Tomo POP! 』エンディングテーマには川畑要バージョンが採用された。
2018年1月、日本インドネシア国交樹立60周年を記念して、片平里菜バージョンに振りを付けた『KokoroNoTomo Dance（心の友ダンス）』を新シリーズ出演者の佐生雪のダンスで発表した。映像 - YouTube

### 歴代オープニングテーマ歌手
- 不明「Kokoro no Tomo」
- 不明「Kokoro no Tomo 2」
- オープニング不明、エンディング川畑要「Kokoro No Tomo POP! 」
- アモウ ミコ（インドネシア語版） 「Kokoro No Tomo POP! 2」「Kokoro No Tomo Joshitabi」
- 片平里菜 「Kokoro No Tomo Joshitabi 2」
- 馬越琢己（10神ACTOR）「Kokoro No Tomo Joshitabi 3＆4」「Kokoro No Tomo Honeymoon」

## カバー
- 鄭吟秋 1983年。シンガポール出身の台湾の女性歌手。タイトル『際遇』、アルバム「雨中行」収録。
- 翁素英 1986年。シンガポールの女性歌手。タイトル『奇妙的力量』、カセットアルバム『紅綠燈』収録。
- 五輪真弓 duet with DELON（インドネシア語版） 2005年。スマトラ沖地震チャリティ・シングル。
- 川畑要 （CHEMISTRY）2014年2月21日配信シングルとして発表。カバーアルバム『ON THE WAY HOME』通常版に収録。
- 川畑要、Novita Dewi Marpaung（インドネシア語版） 川畑も出演した2014年5月公開のインドネシア映画「Sang Pemberani（インドネシア語版）」の主題歌に採用されたデュエット。
- Zivilia（ジフィリア）（インドネシア語版） 2009年。アルバム『Aishiteru（インドネシア語版）』収録。日本での職業研修時代にギターを覚えた[8]ズルキフリがボーカルを務めるインドネシアの４人組ロックバンドによるインドネシア語と日本語によるカバー。
- アモウ ミコ 2015年。2ndミニアルバム『BRAND NEW ME』収録。インドネシア人の両親を持ち、日本で生まれ育った女性歌手によるカバー。

また、インドネシアの伝統音楽クロンチョンを歌うマレーシアの女性歌手ジャミラー・アブ・バカル（Jamilah Abu Bakar）が持ち歌のようにステージで度々披露している。